# Eglin Air Force Base
Eglin Air Force Base o Eglin AFB (IATA: VPS, ICAO: KVPS, FAA LID: VPS) è una base militare della United States Air Force situata negli Stati Uniti d'America, in particolare in Florida, nella contea di Okaloosa.
Eglin Air Force Base è classificata come census-designated place ed è attiva dal 1935.
Nella base è presente una Rappresentanza militare italiana.